# Балодис, Андрей Мартынович
Андрей Мартынович Балодис (латыш. Andrejs Balodis, 24 марта 1908 года, Вецумниекская волость, Бауский уезд, Курляндская губерния — 6 апреля 1987 года) — латышский советский поэт. Заслуженный деятель культуры Латвийской ССР (1958).

## Биография
Родился в семье батрака.
С 13 лет принимал участие в подпольном революционном движении, в 1925 году вступил в комсомол. После окончания 4-й Рижской вечерней школы в 1927 году работал грузчиком в Рижской гавани и продолжал свою коммунистическую деятельность, редактировал материалы для левых журналов и переводил революционные стихи.
Неоднократно подвергался арестам, около 10 лет провёл в латвийских тюрьмах и на каторге. Член ВКП (б) с 1940 года.
Печатался с 1924 года. Революционные стихи тех лет были изданы в книге «Ветры в окне» («Vēji logā», 1955). Один из организаторов Союза советских писателей Латвийской ССР (1940).
В начале Великой Отечественной войны добровольцем ушёл на фронт. Находясь в рядах Первого латышского истребительного батальона Красной армии, участвовал в боях с фашистами в Эстонии и под Ленинградом.
В 1943 в году в Кирове был издан сборник стихов на русском языке «Ты любишь родину».
Сотрудничал в газете «Циня» (1942—1946), с 1946 года — в литературно-художественном журнале «Карогс» («Знамя»), ответственный секретарь, в 1948—1963 — ответственный редактор. В послевоенные годы выпустил сборники «В лучах борьбы и побед» («Gīņu un uzvaru gaismā», 1945), «Сеятели жизни» («Dzīvības sējēji», 1948), «От всего сердца» («No sirds», 1950), «Пусть пушки молчат» («Lai lielgabali klus», 1951), «Крылатые годы» («Spārnotīe gadi», 1958, рус. пер. 1960).

## Награды
- Орден Октябрьской Революции.
- Два ордена Трудового Красного Знамени (в т.ч. 1956[3]).
- Орден «Знак Почёта».
- Орден Отечественной войны 2 степени (1985)[4].
- Заслуженный деятель культуры Латвийской ССР (1958).
- Государственная премия Латвийской ССР (1959).

## Известные адреса
Рига, ул. Блауманя, 13/40